# Hydraena bodemeyeri
Hydraena bodemeyeri är en skalbaggsart som beskrevs av Manfred A. Jäch och Díaz 2001. Hydraena bodemeyeri ingår i släktet Hydraena och familjen vattenbrynsbaggar. Inga underarter finns listade i Catalogue of Life.